# Naoya Tsukahara
Naoya Tsukahara (Nagasaki, Japón, 25 de junio de 1977) es un gimnasta artístico japonés nacionalizado australiano, campeón olímpico en 2004 en el concurso por equipos, y doble subcampeón del mundo en 1999 en la general individual y barras paralelas.

## Carrera deportiva
En el Mundial de Lausana 1997 gana dos medallas de bronce: en la general individual —tras el bielorruso Ivan Ivankov y el ruso Alexei Bondarenko— y en paralelas, tras los chinos Zhang Jinjing y Li Xiaopeng.
En el Mundial de Tianjin 1999 gana dos medallas de plata: en la general individual y en paralelas.
En el Mundial celebrado en Anaheim (Estados Unidos) en 2003 gana en la competición por equipos, tras China y Estados Unidos, siendo sus compañeros: Takehiro Kashima, Hiroyuki Tomita y Tatsuya Yamada.
En los JJ. OO. de Atenas 2004 gana el oro por equipos, por delante de Estados Unidos y Rumania, siendo sus compañeros de equipo: Takehiro Kashima, Hisashi Mizutori, Daisuke Nakano, Hiroyuki Tomita y Isao Yoneda.
En el Mundial celebrado en Aarhus (Dinamarca) en 2006 consiguió el bronce en el concurso por equipos, tras China (oro) y Rusia (plata).